# Batthyáneum

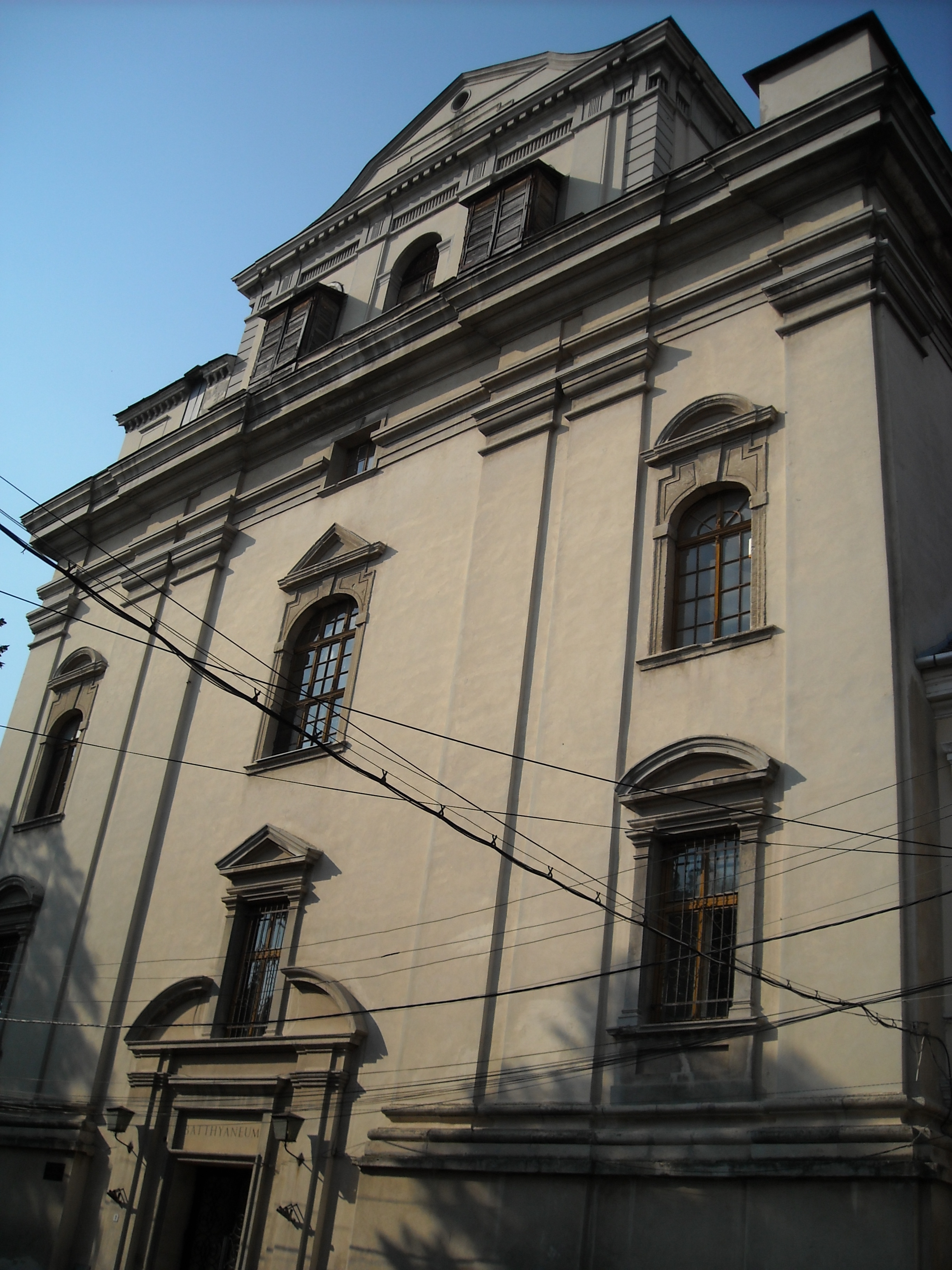
A Batthyáneum homlokzata

A Batthyáneum (ejtsd /battyáneum/, latin nevén Biblioteca Batthyaniana) római katolikus alapítású, vitatott tulajdonú könyvtár és tudományos gyűjtemény Gyulafehérváron. A romániai műemlékek jegyzékében az AB-II-m-A-00098 sorszámon szerepel.
A gyűjtemény legjelentősebb részlege a könyvtár, amelynek hatvanezer kötete között 927 kötetnyi kézirat és kódex és 565 ősnyomtatvány található. Itt őrzik a Románia területén található középkori latin kódexek 80%-át. Értékes bibliagyűjteménye hatszáz kötetes. A kódexgyűjtemény legértékesebb darabja a Codex aureus, a lorschi bencés apátságban 812-ben, arany betűkkel írt Máté- és Márk-evangélium. A Gyulafehérvári-kódexben glosszaként maradt fenn a Gyulafehérvári sorok nevű magyar nyelvemlék (1310–20). Itt őrzik a Döbrentei-kódex eredetijét és a Batthyány-kódexet, a legrégebbi ismert magyarországi kéziratos protestáns énekeskönyvet.

## Történelem

### A könyvtár
Az intézményt gróf Batthyány Ignác erdélyi római katolikus püspök alapította 1798-ban. Ihletőjéül Eszterházy Károly egri művelődést fejlesztő munkássága szolgált. Batthyány maga is és megbízottján keresztül is tudatosan gyűjtötte a könyveket, többek között megvásárolta Migazzi bécsi érsek nyolcezer kötetes könyvtárát. A püspökség 1792-ben megkapta az 1783-ban feloszlatott trinitárius rend 1730-ban, barokk stílusban épült templomát és kolostorát, és Batthyány ezt alakította át az intézmény céljaira. Előbb csillagászati obszervatóriumot rendezett be a korábbi templomban, majd 1795-ben Nagyszebenből idehozatta könyvtárát, Kolozsvárról pedig a püspöki nyomda nagy részét. A későbbi Batthyáneum 1798. július 31-én alakult meg hivatalosan. Batthyány az intézménynek adományozta a könyveken kívül kéziratokból, érmékből, kagylókból és ásványokból álló magángyűjteményét és még ugyanazon év novemberében meghalt. A könyvtár kezdetben kb. húszezer kötetből állt.
Alapítója az intézményt fejlődő, pezsgő tudományos műhelynek szánta, de a további források hiánya miatt múzeummá vált, illetve főként egyházi személyek hagyatékával, többek között Beke Antal, Buczy Emil, Fogarasy Mihály, Kovács Miklós, Lönhart Ferenc, Majláth Gusztáv Károly és Temesvári János adományaival gyarapodott. 1840-től Erdélyben itt végeztek először rendszeres meteorológiai megfigyeléseket. A könyvtár 1893-ig negyvenezer kötetesre bővült. 1912-ben közgyűjteménnyé nyilvánították, és így évente jelentős állami támogatást kapott könyvek vásárlására. Ugyanezen évben felavatták a legértékesebb könyvek őrzésére létrehozott páncéltermet.

### A csillagda
Batthyány Ignác Eszterházy Károly példáját abban is követte, hogy az általa alapított intézetben 1794-ben csillagvizsgálót is létesített. A csillagda első igazgatója Mártonfi Antal csillagász-kanonok lett, aki előzőleg Bécsben Hell Miksa munkatársa volt. A csillagda tervezését és műszerbeszerzését Hell Miksa személyesen irányította, mivel mint a bécsi császári egyetemi csillagvizsgáló mindenkori igazgatója kötelezve volt, hogy szemmel tartsa és a rendelkezésére álló minden eszközzel támogassa az akkori Habsburg Birodalom területén lévő valamennyi egyetemi csillagvizsgáló munkáját.
Batthyány Ignác maga is folytatott csillagászati tanulmányokat, a csillagdát megfelelő helyiségekkel és a kor kiváló műszereivel szereltette fel. Nyilvános előadásokat rendelt el, amelyek vallás és nemzeti különbség nélkül mindenki számára szabadok voltak. Elrendelte továbbá, hogy a csillagász ne csak a többi csillagásszal tartson fenn kapcsolatot, hanem megfigyeléseit minden évben kinyomtatva tegye közzé. Ezt biztosította az intézmény földszinti helyiségeiben elhelyezkedő saját nyomda.

### 20. századi története
1914-ben értékesebb könyveinek egy részét, 1940-ben egyes kéziratait Magyarországra szállították. Az 1930-as években alapállományának egy részét eladták.
1949-ben a román állam a gyűjteményt lezárta és 1950-ben államosította. Azóta a romániai nemzeti könyvtárhoz tartozik és csak külön engedéllyel rendelkező kutatókat fogad. Egy kormányrendelet ugyan 1998-ban elrendelte, hogy vissza kell szolgáltatni a püspökség jogutódjának, a Gyulafehérvári Római Katolikus Érsekségnek, de a rendeletet nem hajtották végre, mert a Szociáldemokrata Párt városi szervezete keresetet nyújtott be ellene. Azzal érveltek, hogy Batthyány Ignác az intézményt a püspökségre és Erdélyre hagyta. Az érvelést ugyan több bíróság is elutasította, de legfelsőbb fokon, 2003-ban helyt adtak neki. Az érsekség a döntés ellen az Emberi Jogok Európai Bíróságához fordult.